# Ahuateno, Cuetzalan del Progreso
Ahuateno är en ort i Mexiko.   Den ligger i kommunen Cuetzalan del Progreso och delstaten Puebla, i den sydöstra delen av landet, 190 km öster om huvudstaden Mexico City. Ahuateno ligger 558 meter över havet och antalet invånare är 154.
Terrängen runt Ahuateno är lite bergig. Runt Ahuateno är det ganska tätbefolkat, med 134 invånare per kvadratkilometer. Närmaste större samhälle är Ciudad de Cuetzalan, 8,1 km väster om Ahuateno. I omgivningarna runt Ahuateno växer i huvudsak städsegrön lövskog.